# Elaphoglossum backhouseanum
Elaphoglossum backhouseanum là một loài thực vật có mạch trong họ Lomariopsidaceae. Loài này được T. Moore mô tả khoa học đầu tiên năm 1882.